# Švédsko na Zimních olympijských hrách 2006
Švédsko na Zimních olympijských hrách 2006 v Turíně reprezentovalo 106 sportovců, z toho 63 mužů a 43 žen. Nejmladším účastníkem byla Emma Eliasson (16 let, 245 dní), nejstarším pak Anette Norberg (39 let, 94 dní). Reprezentanti vybojovali 14 medailí, z toho 7 zlatých 2 stříbrné a 5 bronzových.

## Medailisté
| Medaile | Jméno | Sport           | Disciplína           |
| ------- | --- | --------------- | -------------------- |
| Zlato   | Anja Pärsonová | Alpské lyžování | Ženy slalom          |
| Zlato   | Anna Carin Olofssonová-Zideková | Biatlon         | Ženy hromadný start  |
| Zlato   | Ulrika Bergman Cathrine Lindahl Eva Lund Anette Norberg Anna Svärd | Curling         | Družstvo žen         |
| Zlato   | Thobias Fredriksson Björn Lind | Běh na lyžích   | Družstvo mužů sprint |
| Zlato   | Björn Lind | Běh na lyžích   | Muži sprint          |
| Zlato   | Lina Anderssonová Anna Dahlbergová | Běh na lyžích   | Družstvo žen sprint  |
| Zlato   | Daniel Alfredsson Per-Johan Axelsson Christian Bäckman Peter Forsberg Mika Hannula Niclas Hävelid Tomas Holmström Jörgen Jönsson Kenny Jönsson Niklas Kronwall Nicklas Lidström Stefan Liv Henrik Lundqvist Fredrik Modin Mattias Öhlund Samuel Påhlsson Mikael Samuelsson Daniel Sedin Henrik Sedin Mats Sundin Ronnie Sundin Mikael Tellqvist Daniel Tjärnqvist Henrik Zetterberg | Lední hokej     | turnaj mužů          |
| Stříbro | Anna Carin Olofssonová-Zideková | Biatlon         | Ženy sprint          |
| Stříbro | Cecilia Anderssonová Gunilla Anderssonová Jenni Asserholtová Ann-Louise Edstrandová Joa Elfsbergová Emma Eliasson Erika Holst Nanna Jansson Jenny Lindqvist Kristina Lundberg Kim Martin Frida Nevalainen Emilie O'Konor Maria Rooth Danijela Rundqvist Therese Sjölander Katarina Timglas Anna Vikman Pernilla Winberg                                                             | Lední hokej     | turnaj žen           |
| Bronz   | Anja Pärsonová | Alpské lyžování | Ženy sjezd           |
| Bronz   | Anja Pärsonová | Alpské lyžování | Ženy kombinace       |
| Bronz   | Anna Ottossonová | Alpské lyžování | Ženy obří slalom     |
| Bronz   | Mathias Fredriksson Mats Larsson Johan Olsson Anders Södergren | Běh na lyžích   | Muži štafeta         |
| Bronz   | Thobias Fredriksson | Běh na lyžích   | Muži sprint          |